# Peter Reed
Peter Reed, né le 27 juillet 1981 à Seattle (États-Unis), est un rameur anglais. Il représente l'Université d'Oxford en aviron, et a remporté trois médailles d'or olympiques, aux Jeux olympiques d'été de 2008 en aviron (discipline quatre sans barreur) avec Tom James, Steve Williams et Andrew Triggs-Hodge, aux Jeux olympiques d'été de 2012 en aviron (discipline quatre sans barreur) avec Tom James, Alex Gregory et Andrew Triggs-Hodge et aux Jeux olympiques d'été de 2016 en aviron (discipline huit).

## Biographie
Bien que né aux États-Unis, Reed représente le Royaume-Uni après que sa famille y déménage avant son premier anniversaire. Il est élevé à Nailsworth, Gloucestershire. 
Reed rejoint la Royal Navy britannique, où il a le rang de lieutenant. C'est pendant son séjour à bord le HMS Exeter que Reed utilise pour la première fois un ergomètre, enregistrant le meilleur temps d'un concours annuel de sa flotte.
Reed continue à ramer à l'Université de l'Ouest de l'Angleterre, pendant qu'il étudie la mécanique; puis en 2004 et en 2005 quand il étudie l'ingénierie au renommé Université d'Oxford. Il est membre de l'équipe d'Oxford pour la Boat Race ces 2 ans, terminant en 2e la première année, puis remportant la course l'année suivante. 
En 2005, il est sélectionné, avec Andrew Triggs-Hodge, Alex Partridge et Steve Williams, pour l'équipe de Quatre sans barreur britannique. Ce quatuor est resté invaincu pendant 2 ans et 27 courses. La majorité de cette équipe est tenant du titre olympique depuis 2008.